# Lil' Touch
Lil' Touch (몰랐니) est le premier single sortie par le groupe sud-coréen Girls' Generation-Oh!GG. La chanson titre qui s'intitule Lil' Touch (몰랐니) a été publiée en ligne le 5 septembre 2018 par la SM Entertainment. Elle sort en format digitale et en format Kihno.

## Promotion
La promotion de ce single a commencé en même temps que l'annonce du nom et la composition de la nouvelle sous-unité de Girls' Generation le 27 août 2018. Le même jour, est dévoilée la première photo teaser du groupe via les réseaux sociaux. Ensuite il est annoncé que l'émission de télé-réalité que les membres ont filmé dans le sud de la France au début de l'été, va être diffuser à partir du mois de septembre, ce qui accompagnera donc la promotion de leur single de début. Le jour suivant, une deuxième photo en noir et blanc et publiée, donnant un peu plus de détails sur le concept et l'univers de cette chanson. D'après les membres, cette piste est décrite comme étend très addictive et différente des autres.

## Listes des pistes
| 1.    | Lil' Touch (몰랐니)         | ODAL PARK, 최지연 (Jam Factory) | Lance Shipp, Rachael Kennedy, Nathalia Marshall, Laurell Barker, VMP | 3:09 |
| 2.    | Fermata (쉼표)              | 김성우 (Jam Factory)            | Andreas Oberg, Maria Marcus, Fredrik Thomander, Johan Becker         | 3:58 |
| 3.    | Lil' Touch (Inst.) (몰랐니) |                                 | Lance Shipp, Rachael Kennedy, Nathalia Marshall, Laurell Barker, VMP | 3:07 |
| 4.    | Fermata (Inst.) (쉼표)      |                                 | Andreas Oberg, Maria Marcus, Fredrik Thomander, Johan Becker         | 3:56 |
| 14:10 |                             |                                 |                                                                      |      |

## Classements
| Chart (2018)            | Meilleure position |
| ----------------------- | ------------------ |
| Soribada (Corée du Sud) | 1                  |
| Mnet (Corée du Sud)     | 1                  |
| Bugs (Corée du Sud)     | 1                  |
| Genie (Corée du Sud)    | 2                  |
| iTunes (Brésil)         | 1                  |
| iTunes (Cambodge)       | 1                  |
| iTunes (Chilie)         | 1                  |
| iTunes (Hong Kong)      | 1                  |
| iTunes (Indonésie)      | 1                  |
| iTunes (Malaisie)       | 1                  |
| iTunes (Méxique)        | 1                  |
| iTunes (Philippine)     | 1                  |
| iTunes (Suède)          | 1                  |